# Warfare Combat System
Il Warfare Combat System, conosciuto più comunemente come WCS, è una disciplina marziale nata in Corea del Sud. 

## Storia
Il Warfare Combat System deve la sua origine al maestro conosciuto con il nome di Dk Yoo, artista marziale di origine Sud Coreana. La disciplina è coniata sulla base di discipline marziali tradizionali cinesi e da altri metodi marziali (Taekwondo, Pugilato, Savate, Systema, per citarne alcune). È fortemente influenzata anche da tecniche di meditazione di origine indiana. 

## Il metodo
ll metodo è caratterizzato da diversi punti chiamati: fondamentali. In particolare la pratica del Cham Jang Gong (esercizi "del palo eretto" in isometria) e la Meditazione hanno ruolo preponderante per tutta la pratica che è  suddivisa in cinque livelli: 
- Livello 101: “Gong (功)” - fondamentali,
- Livello 303: “Gong (功)” - fondamentali,
- Livello 505: "Kwon (拳)” - tecnica,
- Livello 707: "Jeon (戰)” - il combattimento
- Livello 909: "Gyo (敎)” - l'istruzione.

## Il Warfare Combat System in Italia
La disciplina è stata introdotta in Italia dal Maestro Klaus Mikaelson che nel 2017 ha convocato il Maestro Dk Yoo e svolto diversi eventi in tutta la Penisola.